# 하렘

하렘의 풍경, 프란체스코 구아르디.

하렘(아랍어: حريم harīm[*], 영어: harem)은 흔히 이슬람 사회에서 부인들이 거처하는 방을 가리키는 명칭이다.
하렘은 ‘금지된’ ‘신성한’ ‘불법의’ ‘불가침의’ 등을 뜻하는 아랍어 ‘하림(حرم, harīm)’에서 온 말로,  본래 ‘경배하는 곳’ 또는 ‘신성한 장소’를 뜻한다. 일반인 출입이 금지되었거나 엄격한 통제 아래 있는 곳, 특정인의 출입이나 특정 행동이 금지된 장소라는 뜻이다.
이슬람 세계에서 하렘은 가까운 친척 이외의 일반 남자들 출입이 금지된 장소다. 흔히 하렘을 술탄의 후궁들이 거주하는 처소로 생각하나, 실제로는 무슬림 여성들이 기거하는 독립적 장소 전체를 가리키는 말이다. 중세 때에도 대저택, 별장, 궁전은 남녀가 각각 생활하는 두 구역으로 크게 나뉘었다. 남성들만의 구역을 비룬(Birun), 여성들만의 구역을 하렘(Harem)이라 했는데, 두 구역은 문 한두 개로만 서로 연결되어 있었고, 그 사이는 복도나 두꺼운 벽으로 격리되었다. 이러한 여성 전용 공간은 페르시아 전통 건축에서는 안다루니(Andaruni), 인도 아대륙에서는 제나나(Zenana)로 알려졌다.
하렘은 흔히 외부와 격리되어 가족에게만 개방되어 있다. 예전에 이슬람교에서는 부인을 네 명까지 허용했기 때문에, 네 부인이 함께 거주하는 하렘이 많았다. 그러나 지금은 일부다처제를 법으로 금지하고 있으며, 이슬람 여성들도 예전보다 자유롭게 활동한다.
역사적으로 볼 때 하렘이라는 용어는 이슬람교가 성립된 이후에 나왔으나, 그 이전에도 하렘은 아랍 세계 또는 그 밖의 여러 지역에 존재했다. 아랍에서 하렘에 일반 남자의 출입이 금지된 시기는 이슬람교가 성립된 이후이다.

## 오스만 제국

오스만 제국에서 제국 하렘의 노예-첩은 자리예(Cariye)로 불렸다.

오스만 제국의 역사에서 황실의 여성이나 노예첩이 살던 "제국 하렘"의 역할은 단순한 성적 향락의 공간이기보다는 왕가 내부의 치열하고 민감한 권력 투쟁의 장으로 더 많이 작용했다. 술탄이 지배자 역할을 제대로 하지 못하는 경우 하렘의 여성들, 특히 왕후나 황태후가 술탄 대신 권력을 휘둘렀고, 그 힘은 술탄의 무능력과 비례해서 커졌다. 성은 하렘 내에서 작동하는 수많은 권력 중 하나였다. 술탄에게 성은 정치적으로 중요했으나 이는 단지 쾌락을 위한 것은 아니었다. 아들 중 누가 왕위에 앉을 것인가 하는 것은 왕실의 존위를 결정짓는 것이기 때문이다. 술탄은 하렘을 통해 제국을 통제했고, 하렘의 여성들은 왕가의 복잡한 재생산 정치의 연장선에서 강렬한 권력 투쟁을 벌였는데 이는 다른 제국들과 크게 다르지 않았다.
다른 아랍 제국에도 하렘은 존재했으나 무슬림들하고만 결혼하였다. 하지만 오스만 제국에 들어서 하렘의 중요한 특징은 하렘의 구성원이 이후에 노예 신분의 타종교의 유럽인 궁녀들로 이루어지게 된 것이다. 궁전에 새로 들어 온 노예들은 일정한 규율 속에서 먼저 궁전 생활에 적응한 후, “하렘의 법”을 적용받았다. 하렘의 전통에 따라 이들은 먼저 궁궐 생활에 적합한지 여러 가지 시험을 치렀고, ‘신앙 고백’을 통해 무슬림으로 개종해야 했으며, 이후에 본격적 궁녀 교육에 들어갔다.
오스만제국 궁전 하렘은 메흐메트 2세(재위 1413~1421) 때부터이다. 궁녀들 숫자가 증가하자 궁전에는 새로운 양상이 나타났다. 술탄들이 양가의 귀족 튀르크 여자 또는 타 귀족 무슬림 여성들하고만 결혼했던 전통이 무너진 것이다. 쉴레이만 1세(재위 1520~1566) 이후에는 황제가 노예로 대려온 유럽인 궁녀들과 결혼하거나 동침하는 관습이 보편화했다. 쉴레이만 1세는 궁녀 중 한 명인 우크라이나 출신의 록셀리나(휴렘 술탄)과 결혼함으로써 후대에 여성 간 권력 투쟁의 불씨를 던졌다. 오스만 2세(재위 1618~1622)는 이 문제를 개혁하기 위해 하렘을 완전히 없애고, 튀르크와 타 무슬림 귀족 아내를 맞이하는 전통을 부활시키기도 했으나, 후대에 등극한 술탄들은 이를 따르지 않았다. 쥘퓌 리반엘리의 장편소설 『살모사의 눈부심』은 17세기 오스만 제국 황실의 하렘을 둘러싼 피 비린내 나는 권력 투쟁의 실상을 그려낸 작품이다.
1909년 오스만제국의 술탄 압뒬하미드 2세(재위 1876~1909)가 퇴위당하면서 하렘은 사실상 폐쇄되었다. 하렘에 거주하던 여성들은 모두 집으로 돌려보내졌다. 이후에 수립된 터키 공화국은 오스만 제국 궁전의 전통을 없앴다. 이후 1999년에 들어서 유럽에서는 왜곡된 하렘에 대한 영화 작품 등이 나오기도 하였으며 하렘이라는 뜻은 본래의 뜻과 달리 더 왜곡되는 현상이 일어났다.

## 오리엔탈리즘에서의 묘사
서구 사회에 하렘이 알려진 것은 주로 1798년 유럽의 여행가들이나 학자들이 오리엔트 지역 혹은 오스만 제국을 방문한 후 자국으로 돌아가 자신들이 보고 들은 이야기를 기록한 문서 또는 책들을 통해서였다. 그러나 이 보고들은 대부분 정확하지 못했고, 뜬소문을 옮겨 적은 수준이었고, 일종의 오리엔탈리즘에 사로잡혀 지나치게 관능적이고 음란한 상상력에 물들어 있었다.
서양 예술에서는 서양인 여성이 동방의 하렘으로 강제로 끌려가는 모습의 묘사가 중요한 주제 중 하나로 활용되어 왔다. 대표적인 예로 하렘을 배경으로 한 모차르트의 독일어 오페라 후궁으로부터의 탈출이 있다.

## 같이 보기
- 오스만 제국의 노예제
- 후궁 (중국)
- 이슬람 세계의 첩 제도